# Chazelles (Cantal)
Chazelles település Franciaországban, Cantal megyében. Lakosainak száma 33 fő (2022. január 1.). Chazelles Rageade, Ally, Chastel, Cronce és Saint-Austremoine községekkel határos.

## Népesség
A település népességének változása:
| Lakosok száma | 80   | 56   | 49   | 35   | 43   | 39   | 33   | 31   | 30   | 33   |
|               | 1968 | 1982 | 1990 | 2006 | 2013 | 2015 | 2017 | 2019 | 2020 | 2022 |